# Boris Schmidt (Chemiker)
Boris Schmidt (* 1962 in San Fernando (Trinidad und Tobago)) ist Chemiker und Hochschullehrer.

## Leben
Nach dem Abschluss seines Chemiestudiums an der Universität Hannover und am Imperial College in London promovierte Boris Schmidt 1991 an der Universität Hannover. Bis 1994 lehrte er an der Universität Uppsala in Schweden (Uppsala Biomedical Centre) und forschte zwischenzeitlich am Scripps Institute in La Jolla (San Diego, USA) als einem der ältesten Forschungszentren für Meeresforschung der Welt.
Nach seiner Habilitation an der Universität Hannover, arbeitete er ab 1999 bei der Novartis AG in Basel, um 2002 als Universitätsprofessor einen Ruf im Fachbereich Chemie an der TU-Darmstadt anzunehmen (Clemens-Schöpf-Institut für Organische Chemie und Biochemie).
Neben zahlreichen Auszeichnungen und Stipendien erhielt Schmidt 2012 als höchste dotierte Auszeichnung für Alzheimer-Forschung in Deutschland den Alzheimer-Forschungspreis der Frankfurter Hans und Ilse Breuer-Stiftung anlässlich der Eibsee-Konferenz „Zelluläre Mechanismen der Neurodegeneration“ zusammen mit Thomas Misgeld von der TU München verliehen.

## Veröffentlichungen (Auswahl)
- B. Schmidt: Auf dem Weg zum Aflatoxin M1 und verwandten Strukturen durch homogene Katalyse. Dissertation. Universität Hannover, 1991.

- B. Schmidt, V. Neitemeier, D. K. Ehlert, A. Backhaus-Ehlert: 6-Pyridylnicotines and 2,6-Pyridyl-dicarboxylates for Supramolecular Chemistry, no. 008. In: H. S. Rzepa, O. Kappe (Hrsg.): Electronic Conference on Heterocyclic Chemistry 98. Imperial College Press, 1998, ISBN 981-02-3594-1.

- Ludger A. Wessjohann (Hrsg.): Workshop of Young European Bio-Organic Chemists. Prosciencia-Verlags-Buchh., Philipp, Koeln 1998, ISBN 3-932265-01-7.

- B. Schmidt: Biomimetika – Ihre Synthese durch Übergangsmetall-katalysierte Schlüssel-Reaktionen und ihre Anwendung. Habilitationsschrift. Universität Hannover 1998.
- B. Schmidt, A. Siegler: Aspartic Proteases involved in Alzheimer's disease. In: C. Schmuck, H. Wennemers (Hrsg.): Highlights in Bioorganic Chemistry. Wiley-VCH, Weinheim 2004, ISBN 3-527-30656-0.
- N. Höttecke, S. Baumann, A. Taghavi, H. A. Braun, B. Schmidt: Drug Development and Diagnostics for Alzheimer's Disease Up to 2008. In: Atta-ur-Rahman, A. B. Reitz (Hrsg.): Frontiers in Medicinal Chemistry. Vol. 4, Bentham Books, 2009, ISBN 90-77527-07-9, S. 730–766.
- Publications in peer reviewed journals unter: https://www.chemie.tu-darmstadt.de/akschmidt/ak_schmidt/publikationen_akschmidt/index.en.jsp